# Tuněchody
Tuněchody är en ort i Tjeckien.   Den ligger i regionen Pardubice, i den centrala delen av landet, 100 km öster om huvudstaden Prag. Tuněchody ligger 236 meter över havet och antalet invånare är 581.
Terrängen runt Tuněchody är platt.Runt Tuněchody är det ganska tätbefolkat, med 166 invånare per kvadratkilometer. Närmaste större samhälle är Pardubice, 8,3 km nordväst om Tuněchody. Trakten runt Tuněchody består till största delen av jordbruksmark.